# Plesiopelma
Genre
Synonymes
- Ceropelma Mello-Leitão, 1923

Plesiopelma est un genre d'araignées mygalomorphes de la famille des Theraphosidae.

## Distribution
Les espèces de ce genre se rencontrent en Amérique du Sud.

## Liste des espèces
Selon World Spider Catalog (version 25.5, 06/02/2025) :
- Plesiopelma absconditum Ferretti, Nicoletta & Soresi, 2024
- Plesiopelma arevaloae Arias & Pérez-Miles, 2024
- Plesiopelma aspidosperma Ferretti & Barneche, 2014
- Plesiopelma gertschi (Caporiacco, 1955)
- Plesiopelma insulare (Mello-Leitão, 1923)
- Plesiopelma longisternale (Schiapelli & Gerschman, 1942)
- Plesiopelma manni Gabriel, Sherwood & Pérez-Miles, 2023
- Plesiopelma minense (Mello-Leitão, 1943)
- Plesiopelma myodes Pocock, 1901
- Plesiopelma paganoi Ferretti & Barneche, 2014
- Plesiopelma physopus (Mello-Leitão, 1926)
- Plesiopelma rectimanus (Mello-Leitão, 1923)
- Plesiopelma semiaurantiacum (Simon, 1897)

## Systématique et taxinomie
Ce genre a été décrit par Pocock en 1901 dans les Aviculariidae. Il est placé en synonymie avec Citharacanthus par Raven en 1985. Il est relevé de synonymie par Pérez-Miles, Lucas, Silva Jr. et Bertani en 1996.
Ceropelma a été placé en synonymie par Pérez-Miles, Lucas, Silva Jr. et Bertani en 1996.

## Publication originale
- Pocock, 1901 : « Some new and old genera of South American Avicularidae. » Annals and Magazine of Natural History, sér. 7, vol. 8, p. 540-555 (texte intégral).